# Frederick Loewe
Frederick Loewe (10. juni 1901 i Berlin – 14. februar 1988)
var en amerikansk musicalkomponist. 
Sammen med forfatteren Alan Jay Lerner skabte han musicals som Brigadoon (1947), 
Paint your wagon (1952), 
My Fair Lady (1956), Gigi (1957/1958) og Camelot (1960).
Gigi var oprindelig en musicalfilm med premiere i 1958 og fik først sin teateropførelse i 1973.
Loewe vandt sammen med Lerner 1959 Oscaren for bedste originale sang for titelsangen Gigi.
Efter Camelot trak Loewe sig tilbage og det var først i 1971 at han og Lerner igen arbejdede sammen, da Lerner sendte ham et filmmanuskript til Den lille prins.
Loewe's musik til filmen blev ifølge Lerner ændret til ukendelighed af instruktøren Stanley Donen.

## Henvisning
1. ↑  "Frederick Loewe — Biography". Frederick Loewe Foundation. Arkiveret fra originalen 31. august 2018. Hentet 29. december 2008.
2. ↑  "Awards for Gigi (1958)". IMDb. Arkiveret fra originalen 2. januar 2009. Hentet 29. december 2008.
3. ↑  Alan Jay Lerner (1994). The street where I live. New York: Da Capo Press.